# 동상이몽 2 - 너는 내 운명
《동상이몽 2 - 너는 내 운명》은 SBS TV에서 2017년 7월 10일부터 방송되는 부부관계 중점형 관찰예능 프로그램이다.
여러가지 유형의 커플들이 살아가는 모습을 남녀 입장에서 바라보는 관찰 예능 프로그램으로 기획·제작되었다. 시즌 1 동상이몽, 괜찮아 괜찮아의 뒤를 이은 것으로, KBS 2TV 예능 프로그램 살림하는 남자들, 갓파더 - 新가족관계증명서, tvN 예능 프로그램 아찔한 사돈연습 등과 흡사한 구성을 갖고 있다. 처음 연출을 맡은 서혜진 PD가 TV조선으로 이적한 이후, 김동욱 PD가 뒤를 이어 연출했으나 김명하 PD 등이 연출을 맡고 있다.
2017년 7월 10일 처음 방송되었으며, 매주 월요일 밤 11시 10분에 독립 편성되어 1부, 2부로 분할 방영했고, 2021년 7월 5일부터 통합 방영 (중간 광고 포함) 중이다.

## 방송 일정
2023년 5월 22일 이후 매주 월요일 밤 10:10~11:50 방영 중이다.
| 방송 채널 | 방송 기간                                                                                              | 방송 시간                    | 방송 시간                    | 방송 시간            | 방송 시간 |
| --------- | --- | ---------------------------- | ---------------------------- | -------------------- | --------- |
| SBS TV    | 2017년 7월 10일 ~ 2019년 6월 24일 2019년 8월 5일 2019년 10월 28일 ~ 2019년 12월 23일                   | 1부                          | 매주 월요일 밤 11:10~11:50   | 분리 편성(1, 2부)    |           |
| SBS TV    | 2017년 7월 10일 ~ 2019년 6월 24일 2019년 8월 5일 2019년 10월 28일 ~ 2019년 12월 23일                   | 2부                          | 매주 월요일 밤 11:50 ~ 12:30 | 분리 편성(1, 2부)    |           |
| SBS TV    | 2019년 7월 1일 ~ 2019년 7월 29일 2019년 10월 14일 ~ 2019년 10월 21일 2021년 1월 11일 ~ 2021년 3월 15일 | 1부                          | 매주 월요일 밤 10:00 ~ 10:40 | 분리 편성(1, 2, 3부) |           |
| SBS TV    | 2019년 7월 1일 ~ 2019년 7월 29일 2019년 10월 14일 ~ 2019년 10월 21일 2021년 1월 11일 ~ 2021년 3월 15일 | 2부                          | 매주 월요일 밤 10:40 ~ 11:20 | 분리 편성(1, 2, 3부) |           |
| SBS TV    | 2019년 7월 1일 ~ 2019년 7월 29일 2019년 10월 14일 ~ 2019년 10월 21일 2021년 1월 11일 ~ 2021년 3월 15일 | 3부                          | 매주 월요일 밤 11:20 ~ 12:00 | 분리 편성(1, 2, 3부) |           |
| SBS TV    | 2019년 8월 12일 ~ 2019년 10월 7일                                                                      | 1부                          | 매주 월요일 밤 11:20 ~ 12:00 | 분리 편성(1, 2부)    |           |
| SBS TV    | 2019년 8월 12일 ~ 2019년 10월 7일                                                                      | 2부                          | 매주 월요일 밤 12:00 ~ 12:40 | 분리 편성(1, 2부)    |           |
| SBS TV    | 2020년 1월 6일 ~ 2020년 6월 15일                                                                       | 1부                          | 매주 월요일 밤 11:00 ~ 11:40 | 분리 편성(1, 2부)    |           |
| SBS TV    | 2020년 1월 6일 ~ 2020년 6월 15일                                                                       | 2부                          | 매주 월요일 밤 11:40 ~ 12:20 | 분리 편성(1, 2부)    |           |
| SBS TV    | 2020년 6월 22일 ~ 2020년 7월 20일                                                                      | 1부                          | 매주 월요일 밤 10:20 ~ 11:00 | 분리 편성(1, 2, 3부) |           |
| SBS TV    | 2020년 6월 22일 ~ 2020년 7월 20일                                                                      | 2부                          | 매주 월요일 밤 11:00 ~ 11:40 | 분리 편성(1, 2, 3부) |           |
| SBS TV    | 2020년 6월 22일 ~ 2020년 7월 20일                                                                      | 3부                          | 매주 월요일 밤 11:40 ~ 12:20 | 분리 편성(1, 2, 3부) |           |
| SBS TV    | 2020년 7월 27일 ~ 2020년 10월 19일                                                                     | 1부                          | 매주 월요일 밤 11:10 ~ 11:50 | 분리 편성(1, 2부)    |           |
| SBS TV    | 2020년 7월 27일 ~ 2020년 10월 19일                                                                     | 2부                          | 매주 월요일 밤 11:50 ~ 12:30 | 분리 편성(1, 2부)    |           |
| SBS TV    | 2020년 11월 2일 ~ 2021년 1월 4일                                                                       | 1부                          | 매주 월요일 밤 11:15 ~ 11:55 | 분리 편성(1, 2부)    |           |
| SBS TV    | 2020년 11월 2일 ~ 2021년 1월 4일                                                                       | 2부                          | 매주 월요일 밤 11:55 ~ 12:35 | 분리 편성(1, 2부)    |           |
| SBS TV    | 2021년 3월 29일 ~ 2021년 5월 24일                                                                      | 1부                          | 매주 월요일 밤 10:00 ~ 10:50 | 분리 편성(1, 2부)    |           |
| SBS TV    | 2021년 3월 29일 ~ 2021년 5월 24일                                                                      | 2부                          | 매주 월요일 밤 10:50 ~ 11:40 | 분리 편성(1, 2부)    |           |
| SBS TV    | 2021년 6월 7일 ~ 2021년 6월 28일                                                                       | 1부                          | 매주 월요일 밤 11:10 ~ 11:50 | 분리 편성(1, 2부)    |           |
| SBS TV    | 2021년 6월 7일 ~ 2021년 6월 28일                                                                       | 2부                          | 매주 월요일 밤 11:50 ~ 12:30 | 분리 편성(1, 2부)    |           |
| SBS TV    | 2021년 7월 5일 ~ 2021년 10월 25일                                                                      | 매주 월요일 밤 11:10 ~ 12:40 | 매주 월요일 밤 11:10 ~ 12:40 | 중간 광고            |           |
| SBS TV    | 2021년 11월 1일                                                                                        | 매주 월요일 밤 10:30 ~ 12:10 | 매주 월요일 밤 10:30 ~ 12:10 | 중간 광고            |           |
| SBS TV    | 2021년 11월 8일 ~ 2021년 11월 29일                                                                     | 매주 월요일 밤 10:20 ~ 12:00 | 매주 월요일 밤 10:20 ~ 12:00 | 중간 광고            |           |
| SBS TV    | 2021년 12월 6일 ~ 2023년 5월 15일                                                                      | 매주 월요일 밤 11:10 ~ 12:40 | 매주 월요일 밤 11:10 ~ 12:40 | 중간 광고            |           |
| SBS TV    | 2022년 4월 11일 ~ 2022년 5월 2일                                                                       | 매주 월요일 밤 10:00 ~ 11:50 | 매주 월요일 밤 10:00 ~ 11:50 | 중간 광고            |           |
| SBS TV    | 2023년 5월 22일 ~ 현재                                                                                 | 매주 월요일 밤 10:10 ~ 11:50 | 매주 월요일 밤 10:10 ~ 11:50 | 중간 광고            |           |

## 역대 진행자

### 메인 MC
| 메인 MC | 진행 기간              | 방송 회차  | 비고 |
| ------- | ---------------------- | ---------- | ---- |
| 김구라  | 2017년 7월 10일 ~ 현재 | 1회 ~ 현재 |      |
| 서장훈  | 2017년 7월 10일 ~ 현재 | 1회 ~ 현재 |      |
| 김숙    | 2017년 7월 10일 ~ 현재 | 1회 ~ 현재 |      |

## 스페셜 MC

### 2017년
| 스페셜 MC | 방송 기간                        | 방송 회차 |
| --------- | -------------------------------- | --------- |
| 양세형    | 2017년 7월 24일                  | 3회       |
| 장윤정    | 2017년 7월 31일                  | 4회       |
| 서민정    | 2017년 8월 7일                   | 5회       |
| 백지영    | 2017년 8월 14일                  | 6회       |
| 소유진    | 2017년 8월 21일, 8월 28일        | 7~8회     |
| 신다은    | 2017년 9월 4일                   | 9회       |
| 홍진영    | 2017년 9월 11일                  | 10회      |
| 써니      | 2017년 9월 11일                  | 10회      |
| 박나래    | 2017년 10월 2일                  | 13회      |
| 정준하    | 2017년 10월 9일                  | 14회      |
| 사유리    | 2017년 10월 9일                  | 14회      |
| 유서진    | 2017년 10월 16일, 10월 23일      | 15~16회   |
| 션        | 2017년 10월 30일                 | 17회      |
| 김성균    | 2017년 11월 6일                  | 18회      |
| 이미도    | 2017년 11월 13일                 | 19회      |
| 지코      | 2017년 11월 20일                 | 20회      |
| 소이현    | 2017년 11월 27일, 12월 4일       | 21~22회   |
| 소이현    | 2022년 1월 31일                  | 232회     |
| 박진희    | 2017년 12월 11일, 12월 18일      | 23~24회   |
| 오지호    | 2017년 12월 25일, 2018년 1월 1일 | 25~26회   |

### 2018년
| 스페셜 MC | 방송 기간                        | 방송 회차 |
| --------- | -------------------------------- | --------- |
| 송재림    | 2018년 1월 8일                   | 27회      |
| 김소영    | 2018년 1월 15일                  | 28회      |
| 박시은    | 2018년 1월 22일                  | 29회      |
| 박시은    | 2020년 6월 15일                  | 150회     |
| 김호영    | 2018년 1월 29일                  | 30회      |
| 박선영    | 2018년 2월 5일, 2월 12일         | 31~32회   |
| 박준형    | 2018년 2월 19일, 2월 26일        | 33~34회   |
| 한지혜    | 2018년 3월 5일, 3월 12일         | 35~36회   |
| 김종민    | 2018년 3월 19일, 3월 26일        | 37~38회   |
| 이순재    | 2018년 4월 2일                   | 39회      |
| 김준현    | 2018년 4월 9일                   | 40회      |
| 한고은    | 2018년 4월 16일, 4월 23일        | 41~42회   |
| 장영남    | 2018년 4월 30일, 5월 7일         | 43~44회   |
| 지상렬    | 2018년 5월 14일                  | 45회      |
| 최은경    | 2018년 5월 21일                  | 46회      |
| 박정아    | 2018년 5월 21일                  | 46회      |
| 류승수    | 2018년 5월 28일                  | 47회      |
| 박정현    | 2018년 6월 11일, 6월 18일        | 48~49회   |
| 장윤주    | 2018년 6월 25일, 7월 2일         | 50~51회   |
| 하하      | 2018년 7월 9일, 7월 16일         | 52~53회   |
| 조현재    | 2018년 7월 23일, 7월 30일        | 54~55회   |
| 노사연    | 2018년 8월 6일, 8월 13일         | 56~57회   |
| 이재룡    | 2018년 8월 20일, 8월 27일        | 58~59회   |
| 박지영    | 2018년 9월 3일, 9월 10일         | 60~61회   |
| 김광규    | 2018년 9월 17일, 9월 24일        | 62~63회   |
| 소찬휘    | 2018년 10월 1일                  | 64회      |
| 정애연    | 2018년 10월 8일                  | 65회      |
| 홍윤화    | 2018년 10월 15일                 | 66회      |
| 양동근    | 2018년 10월 22일                 | 67회      |
| 최정원    | 2018년 10월 29일                 | 68회      |
| 손지창    | 2018년 11월 5일                  | 69회      |
| 윤해영    | 2018년 11월 12일, 11월 19일      | 70~71회   |
| 정겨운    | 2018년 11월 26일                 | 72회      |
| 별        | 2018년 12월 3일                  | 73회      |
| 장신영    | 2018년 12월 10일, 12월 17일      | 74~75회   |
| 류수영    | 2018년 12월 24일, 2019년 1월 7일 | 76~77회   |

### 2019년
| 스페셜 MC | 방송 기간                   | 방송 회차 |
| --------- | --------------------------- | --------- |
| 유호정    | 2019년 1월 14일, 1월 21일   | 78~79회   |
| 알렉스    | 2019년 1월 28일             | 80회      |
| 인교진    | 2019년 2월 11일, 2월 18일   | 81~82회   |
| 김이나    | 2019년 2월 25일             | 83회      |
| 신성우    | 2019년 3월 4일              | 84회      |
| 김원준    | 2019년 3월 11일             | 85회      |
| 이수영    | 2019년 3월 18일             | 86회      |
| 김태원    | 2019년 3월 25일             | 87회      |
| 박효주    | 2019년 6월 3일              | 97회      |
| 한혜진    | 2019년 7월 22일, 7월 29일   | 104~105회 |
| 김영옥    | 2019년 8월 5일              | 106회     |
| 이윤지    | 2019년 8월 12일             | 107회     |
| 하재숙    | 2019년 8월 26일             | 109회     |
| 문정희    | 2019년 9월 9일              | 111회     |
| 메이비    | 2019년 9월 16일, 9월 23일   | 112~113회 |
| 강성연    | 2019년 10월 14일            | 116회     |
| 김원희    | 2019년 10월 21일            | 117회     |
| 함연지    | 2019년 10월 28일            | 118회     |
| 하희라    | 2019년 11월 11일, 11월 18일 | 120~121회 |

### 2020년
| 스페셜 MC | 방송 기간                  | 방송 회차 |
| --------- | -------------------------- | --------- |
| 하도권    | 2020년 3월 23일            | 138회     |
| 김혜은    | 2020년 3월 30일            | 139회     |
| 이지혜    | 2020년 6월 1일, 6월 8일    | 148~149회 |
| 유선      | 2020년 6월 22일            | 151회     |
| 전혜빈    | 2020년 6월 29일, 7월 6일   | 152~153회 |
| 김지호    | 2020년 7월 13일, 7월 20일  | 154~155회 |
| 서영희    | 2020년 7월 27일, 8월 3일   | 156~157회 |
| 이영은    | 2020년 8월 10일            | 158회     |
| 현영      | 2020년 8월 17일            | 159회     |
| 장신영    | 2020년 8월 24일            | 160회     |
| 왕지혜    | 2020년 8월 31일            | 161회     |
| 강수정    | 2020년 9월 14일            | 163회     |
| 차지연    | 2020년 9월 21일            | 164회     |
| 안선영    | 2020년 10월 5일, 10월 12일 | 166~167회 |
| 임정은    | 2020년 10월 19일           | 168회     |
| 차예련    | 2020년 11월 9일, 11월 16일 | 170~171회 |
| 황인영    | 2020년 11월 23일           | 172회     |
| 이태란    | 2020년 12월 7일            | 174회     |
| 정시아    | 2020년 12월 14일           | 175회     |
| 배지현    | 2020년 12월 21일           | 176회     |
| 김성은    | 2020년 12월 28일           | 177회     |

### 2021년
| 스페셜 MC | 방송 기간                  | 방송 회차  |
| --------- | -------------------------- | ---------- |
| 김지우    | 2021년 1월 4일             | 178회      |
| 박하선    | 2021년 1월 11일            | 179회      |
| 유진      | 2021년 1월 18일, 1월 25일  | 180~181회  |
| 윤유선    | 2021년 2월 1일             | 182회      |
| 공현주    | 2021년 2월 8일             | 183회      |
| 박정수    | 2021년 2월 15일            | 184회      |
| 신은정    | 2021년 2월 22일            | 185회      |
| 한고은    | 2021년 3월 1일, 3월 8일    | 186~187회  |
| 문지애    | 2021년 3월 15일            | 188회      |
| 전수경    | 2021년 3월 29일            | 190회      |
| 이혜영    | 2021년 4월 5일             | 191회      |
| 기은세    | 2021년 4월 12일, 4월 19일  | 192~193회  |
| 백지영    | 2021년 4월 26일, 5월 3일   | 194~195회  |
| 박탐희    | 2021년 5월 10일            | 196회      |
| 변우민    | 2021년 5월 17일            | 197회      |
| 이승연    | 2021년 5월 24일            | 198회      |
| 노사연    | 2021년 6월 14일            | 200회      |
| 신아영    | 2021년 6월 21일            | 201회      |
| 구재이    | 2021년 6월 28일            | 202회      |
| 육중완    | 2021년 7월 12일            | 204회      |
| 재희      | 2021년 7월 19일            | 205회      |
| 이영현    | 2021년 8월 2일             | 206회      |
| 김소연    | 2021년 8월 9일, 8월 23일   | 207, 209회 |
| 최대철    | 2021년 8월 16일, 8월 23일  | 208~209회  |
| 김윤지    | 2021년 8월 30일, 9월 6일   | 210~211회  |
| 박기량    | 2021년 9월 13일            | 212회      |
| 양효진    | 2021년 9월 20일            | 213회      |
| 박은지    | 2021년 9월 27일            | 214회      |
| 사강      | 2021년 10월 4일            | 215회      |
| 안재모    | 2021년 10월 11일           | 216회      |
| 배다해    | 2021년 10월 18일           | 217회      |
| 임창정    | 2021년 10월 25일, 11월 1일 | 218~219회  |
| 진재영    | 2021년 11월 15일           | 221회      |
| 아이키    | 2021년 11월 22일           | 222회      |
| 김주령    | 2021년 11월 29일           | 223회      |
| 이용진    | 2021년 12월 6일            | 224회      |
| 심지호    | 2021년 12월 13일           | 225회      |
| 조은숙    | 2021년 12월 20일           | 226회      |
| 김호진    | 2021년 12월 27일           | 227회      |

### 2022년
| 스페셜 MC | 방송 기간                 | 방송 회차    |
| --------- | ------------------------- | ------------ |
| 정성호    | 2022년 1월 3일            | 228회        |
| 황혜영    | 2022년 1월 10일           | 229회        |
| 김정민    | 2022년 1월 17일           | 230회        |
| 황수경    | 2022년 1월 24일           | 231회        |
| 선예      | 2022년 2월 7일            | 233회        |
| 슬리피    | 2022년 2월 21일           | 234회        |
| 이은결    | 2022년 2월 28일           | 235회        |
| 바다      | 2022년 3월 7일            | 236회        |
| 왕지원    | 2022년 3월 14일           | 237회        |
| 권일용    | 2022년 3월 21일           | 238회        |
| 가희      | 2022년 3월 28일, 4월 11일 | 239회, 241회 |
| 이석훈    | 2022년 4월 4일, 4월 18일  | 240회, 242회 |
| 제이쓴    | 2022년 4월 11일, 4월 18일 | 241~242회    |
| 윤소이    | 2022년 4월 25일           | 243회        |
| 이혜정    | 2022년 5월 2일            | 244회        |
| 안영미    | 2022년 5월 9일            | 245회        |
| 박승희    | 2022년 5월 16일           | 246회        |
| 이수지    | 2022년 5월 30일           | 247회        |
| 장수원    | 2022년 6월 6일            | 248회        |
| 김설진    | 2022년 6월 13일           | 249회        |
| 이정      | 2022년 6월 20일           | 250회        |
| 고지용    | 2022년 6월 27일           | 251회        |
| 홍경민    | 2022년 7월 4일            | 252회        |
| 오나미    | 2022년 7월 11일           | 253회        |
| 정수영    | 2022년 7월 25일, 8월 1일  | 255~256회    |
| 이은형    | 2022년 8월 1일            | 256회        |
| 오상진    | 2022년 8월 8일            | 257회        |
| 나비      | 2022년 8월 15일           | 258회        |
| 김용명    | 2022년 8월 22일           | 259회        |
| 황제성    | 2022년 8월 29일           | 260회        |
| 장영란    | 2022년 9월 19일           | 262회        |
| 이인혜    | 2022년 9월 26일           | 263회        |
| 황보라    | 2022년 10월 3일           | 264회        |
| 윤태영    | 2022년 10월 17일          | 266회        |
| 김일중    | 2022년 10월 24일          | 267회        |
| 선우은숙  | 2022년 11월 7일           | 268회        |
| 이정민    | 2022년 11월 14일          | 269회        |
| 거미      | 2022년 12월 12일          | 270회        |
| 정주리    | 2022년 12월 19일          | 271회        |
| 홍현희    | 2022년 12월 26일          | 272회        |

### 2023년
| 스페셜 MC     | 방송 기간        | 방송 회차 |
| ------------- | ---------------- | --------- |
| 장동민        | 2023년 1월 2일   | 273회     |
| 이윤미        | 2023년 1월 9일   | 274회     |
| 하석주        | 2023년 1월 16일  | 275회     |
| 양은지        | 2023년 1월 23일  | 276회     |
| 이윤지        | 2023년 1월 30일  | 277회     |
| 김환          | 2023년 2월 6일   | 278회     |
| 윤혜진        | 2023년 2월 13일  | 279회     |
| 홍석천        | 2023년 2월 20일  | 280회     |
| 조혜련        | 2023년 2월 27일  | 281회     |
| KCM           | 2023년 3월 6일   | 282회     |
| 허니제이      | 2023년 3월 13일  | 283회     |
| 김지민        | 2023년 3월 27일  | 284회     |
| 김원훈        | 2023년 4월 3일   | 285회     |
| 이봉련        | 2023년 4월 10일  | 286회     |
| 유세윤        | 2023년 4월 17일  | 287회     |
| 박지선        | 2023년 4월 24일  | 288회     |
| 샘 해밍턴     | 2023년 5월 1일   | 289회     |
| 이봉원        | 2023년 5월 8일   | 290회     |
| 강재준        | 2023년 5월 15일  | 291회     |
| 홍경민        | 2023년 5월 22일  | 292회     |
| 바다          | 2023년 5월 22일  | 292회     |
| 김재화        | 2023년 5월 29일  | 293회     |
| 변우민        | 2023년 6월 5일   | 294회     |
| 김학래        | 2023년 6월 12일  | 295회     |
| 여에스더      | 2023년 6월 19일  | 296회     |
| 문경은        | 2023년 6월 26일  | 297회     |
| 윤유선        | 2023년 7월 3일   | 298회     |
| 김병현        | 2023년 7월 10일  | 299회     |
| 한다감        | 2023년 7월 24일  | 301회     |
| 한채영        | 2023년 7월 31일  | 302회     |
| 강주은        | 2023년 8월 7일   | 303회     |
| 정상훈        | 2023년 8월 14일  | 304회     |
| 김태균        | 2023년 8월 21일  | 305회     |
| 최송현        | 2023년 8월 28일  | 306회     |
| 임형준        | 2023년 9월 4일   | 307회     |
| 미자          | 2023년 9월 11일  | 308회     |
| 이동국        | 2023년 9월 18일  | 309회     |
| 홍진호        | 2023년 9월 25일  | 310회     |
| 윤상          | 2023년 10월 9일  | 311회     |
| 알베르토 몬디 | 2023년 10월 16일 | 312회     |
| 안세하        | 2023년 10월 23일 | 313회     |
| 표창원        | 2023년 11월 6일  | 315회     |
| 안혜경        | 2023년 11월 27일 | 318회     |

### 2024년
| 스페셜 MC | 방송 기간                  | 방송 회차     |
| --------- | -------------------------- | ------------- |
| 김태훈    | 2024년 1월 1일             | 323회         |
| 김준현    | 2024년 1월 29일            | 327회         |
| 김원희    | 2024년 2월 5일             | 328회         |
| 조달환    | 2024년 2월 19일            | 329회         |
| 박용택    | 2024년 2월 26일            | 330회         |
| 이종혁    | 2024년 3월 11일            | 332회         |
| 박주호    | 2024년 3월 18일            | 333회         |
| 랄랄      | 2024년 4월 8일             | 336회         |
| 곽범      | 2024년 4월 22일            | 338회         |
| 박위      | 2024년 6월 3일             | 344회         |
| 션        | 2024년 6월 17일            | 346회         |
| 장항준    | 2024년 6월 17일            | 346회         |
| 박태환    | 2024년 6월 24일            | 347회         |
| 정영주    | 2024년 7월 15일            | 350회         |
| 김남일    | 2024년 7월 22일            | 351회         |
| 박호산    | 2024년 8월 19일 ~ 8월 26일 | 353회 ~ 354회 |
| 은지원    | 2024년 9월 23일            | 357회         |
| 문희준    | 2024년 9월 30일            | 358회         |
| 마이큐    | 2024년 10월 14일           | 360회         |
| 오종혁    | 2024년 10월 21일           | 361회         |
| 이연복    | 2024년 11월 4일            | 363회         |
| 이사배    | 2024년 11월 11일           | 364회         |
| 홍윤화    | 2024년 11월 18일           | 365회         |
| 이국주    | 2024년 12월 9일            | 368회         |
| 채정안    | 2024년 12월 23일           | 370회         |

### 2025년
| 스페셜 MC      | 방송 기간                        | 방송 회차     |
| -------------- | -------------------------------- | ------------- |
| 김지민         | 2025년 1월 6일                   | 371회         |
| 유민상         | 2025년 1월 6일 ~ 2025년 1월 13일 | 371회 ~ 372회 |
| 폴 킴          | 2025년 1월 20일                  | 373회         |
| 이이경         | 2025년 1월 27일                  | 374회         |
| 전민기         | 2025년 2월 3일 ~ 2025년 2월 10일 | 375회 ~ 376회 |
| 풍자           | 2025년 2월 17일                  | 377회         |
| 김호영         | 2025년 2월 24일                  | 378회         |
| 김이지, 심은진 | 2025년 3월 17일                  | 381회         |
| 김승수         | 2025년 3월 31일                  | 383회         |
| 지석진         | 2025년 5월 26일                  | 390회         |

## 역대 출연자

### 현재 VCR 출연자
| 출연진               | 관계 | 자녀         | 방송 기간                          | 회차          | 비고                  |
| -------------------- | ---- | ------------ | ---------------------------------- | ------------- | --------------------- |
| 이지혜 & 문재완      | 부부 | 슬하 2녀     | 2021년 4월 12일 ~ 2021년 12월 13일 | 192회 ~ 225회 | 역대 최장 기간 출연진 |
| 이지혜 & 문재완      | 부부 | 슬하 2녀     | 2022년 1월 17일                    | 230회         | 역대 최장 기간 출연진 |
| 이지혜 & 문재완      | 부부 | 슬하 2녀     | 2022년 4월 25일 ~ 현재             | 243회 ~ 현재  | 역대 최장 기간 출연진 |
| 이현이 & 홍성기      | 부부 | 슬하 2남     | 2021년 9월 6일 ~ 현재              | 211회 ~ 현재  |                       |
| 오상진 & 김소영      | 부부 | 슬하 1녀     | 2022년 10월 10일 ~ 현재            | 265회 ~ 현재  |                       |
| 배다해 & 이장원      | 부부 | 없음         | 2023년 2월 13일 ~ 현재             | 279회 ~ 현재  |                       |
| 박군 & 한영          | 부부 | 없음         | 2023년 2월 20일 ~ 현재             | 280회 ~ 현재  |                       |
| 조우종 & 정다은      | 부부 | 슬하 1녀     | 2023년 8월 28일 ~ 현재             | 306회 ~ 현재  |                       |
| 레이디 제인 & 임현태 | 부부 | 슬하2녀      | 2023년 9월 25일 ~ 현재             | 310회 ~ 현재  |                       |
| 손범수 & 진양혜      | 부부 | 슬하 2남     | 2023년 10월 30일 ~ 현재            | 314회 ~ 현재  |                       |
| 미쓰라진 & 권다현    | 부부 | 슬하 1남     | 2023년 11월 13일 ~ 현재            | 316회 ~ 현재  |                       |
| 안세하 & 전은지      | 부부 | 슬하 2녀     | 2023년 12월 11일 ~ 현재            | 320회 ~ 현재  |                       |
| VJ 찰스 & 한고운     | 부부 | 슬하 1남     | 2023년 12월 25일 ~ 현재            | 322회 ~ 현재  |                       |
| 김태근 & 윤진이      | 부부 | 슬하 2녀     | 2024년 3월 11일 ~ 현재             | 332회 ~ 현재  |                       |
| 오정태 & 백아영      | 부부 | 슬하 2녀     | 2024년 3월 25일 ~ 현재             | 334회 ~ 현재  |                       |
| 강재준 & 이은형      | 부부 | 슬하 1남     | 2024년 4월 22일 ~ 현재             | 338회 ~ 현재  |                       |
| 황영진 & 김다솜      | 부부 | 슬하 1남 1녀 | 2024년 5월 6일 ~ 현재              | 340회 ~ 현재  |                       |
| 김기리 & 문지인      | 부부 | 없음         | 2024년 5월 20일 ~ 현재             | 342회 ~ 현재  |                       |
| 구본길 & 박은주      | 부부 | 슬하 2남     | 2024년 5월 27일 ~ 현재             | 343회 ~ 현재  |                       |
| 이형택 & 이수안      | 부부 | 슬하 1남 2녀 | 2024년 6월 10일 ~ 현재             | 345회 ~ 현재  |                       |
| 정지현 & 정지연      | 부부 | 슬하 1남 1녀 | 2024년 6월 24일 ~ 현재             | 347회 ~ 현재  |                       |
| 김민재 & 최유라      | 부부 | 슬하 1남 1녀 | 2024년 7월 1일 ~ 현재              | 348회 ~ 현재  |                       |
| 양준혁 & 박현선      | 부부 | 슬하 1녀     | 2024년 8월 12일 ~ 현재             | 352회 ~ 현재  |                       |
| 김윤아 & 김형규      | 부부 | 슬하 1남     | 2024년 9월 9일 ~ 현재              | 356회 ~ 현재  |                       |
| 장수원 & 지상은      | 부부 | 슬하 1녀     | 2024년 9월 23일 ~ 현재             | 357회 ~ 현재  |                       |
| 백성현 & 조다봄      | 부부 | 슬하 1남 1녀 | 2024년 10월 7일 ~ 현재             | 359회 ~ 현재  |                       |
| 진우 & 해티          | 부부 | 없음         | 2024년 11월 11일 ~ 현재            | 364회 ~ 현재  |                       |
| 김미령 & 이태호      | 부부 | 슬하 1남 1녀 | 2024년 11월 18일 ~ 현재            | 365회 ~ 현재  |                       |
| 슬리피 & 김나현      | 부부 | 슬하 1남1녀  | 2024년 12월 2일 ~ 현재             | 367회 ~ 현재  |                       |
| 전민기 & 정미녀      | 부부 | 슬하1남      | 2024년 12월 16일 ~현재             | 369회 ~ 현재  |                       |
| 차지연 & 윤태온      | 부부 | 슬하1남      | 2025년 2월 3일 ~ 현재              | 375회 ~ 현재  |                       |
| 강남구 & 쥬니        | 부부 | 슬하1남      | 2025년 2월 10일 ~ 현재             | 378회 ~ 현재  |                       |
| 김재욱 & 최여진      | 부부 | 없음         | 2025년 3월 31일 ~ 현재             | 383회 ~ 현재  |                       |
| 김태술 & 박하나      | 부부 | 없음         | 2025년 6월 30일 ~ 현재             | 395회 ~ 현재  |                       |

### 하차 VCR 출연자
| 출연진                | 관계 | 자녀         | 방송 기간                          | 방송 회차     | 비고            |
| --------------------- | ---- | ------------ | ---------------------------------- | ------------- | --------------- |
| 김수용, 김진아        | 부부 | 슬하 1녀     | 2017년 7월 10일 ~ 2017년 8월 21일  | 1회 ~ 7회     |                 |
| 이재명, 김혜경        | 부부 | 슬하 2남     | 2017년 7월 10일 ~ 2017년 9월 18일  | 1회 ~ 11회    |                 |
| 김정근, 이지애        | 부부 | 슬하 1남 1녀 | 2017년 7월 24일 ~ 2017년 9월 25일  | 3회 ~ 12회    |                 |
| 추자현, 우효광        | 부부 | 슬하 1남     | 2017년 7월 10일 ~ 2018년 3월 26일  | 1회 ~ 38회    |                 |
| 추자현, 우효광        | 부부 | 슬하 1남     | 2019년 6월 24일 ~ 2019년 7월 1일   | 100회 ~ 101회 |                 |
| 추자현, 우효광        | 부부 | 슬하 1남     | 2023년 7월 17일 ~ 2023년 7월 24일  | 300회 ~ 301회 |                 |
| 정대세, 명서현        | 부부 | 슬하 1남 1녀 | 2017년 10월 9일 ~ 2018년 5월 7일   | 14회 ~ 44회   |                 |
| 노사연, 이무송        | 부부 | 슬하 1남     | 2018년 4월 2일 ~ 2018년 6월 11일   | 39회 ~ 48회   |                 |
| 노사연, 이무송        | 부부 | 슬하 1남     | 2019년 7월 8일 ~ 2019년 7월 15일   | 102회 ~ 103회 |                 |
| 노사연, 이무송        | 부부 | 슬하 1남     | 2021년 1월 11일 ~ 2021년 2월 1일   | 179회 ~ 182회 |                 |
| 손병호, 최지연        | 부부 | 슬하 2녀     | 2018년 7월 23일 ~ 2018년 9월 10일  | 54회 ~ 61회   |                 |
| 류승수, 윤혜원        | 부부 | 슬하 1남 1녀 | 2018년 9월 17일 ~ 2019년 1월 7일   | 62회 ~ 77회   |                 |
| 류승수, 윤혜원        | 부부 | 슬하 1남 1녀 | 2021년 2월 1일 ~ 2021년 2월 8일    | 182회 ~ 183회 |                 |
| 한고은, 신영수        | 부부 | 없음         | 2018년 8월 6일 ~ 2019년 1월 28일   | 56회 ~ 80회   |                 |
| 한고은, 신영수        | 부부 | 없음         | 2019년 7월 8일 ~ 2019년 7월 15일   | 102회 ~ 103회 |                 |
| 정겨운, 김우림        | 부부 | 없음         | 2019년 2월 11일 ~ 2019년 3월 25일  | 81회 ~ 87회   |                 |
| 정겨운, 김우림        | 부부 | 없음         | 2021년 3월 8일 ~ 2021년 3월 15일   | 187회 ~ 188회 |                 |
| 최민수, 강주은        | 부부 | 슬하 2남     | 2019년 2월 11일 ~ 2019년 4월 29일  | 81회 ~ 92회   |                 |
| 신동미, 허규          | 부부 | 없음         | 2019년 4월 22일 ~ 2019년 9월 2일   | 91회 ~ 110회  |                 |
| 신다은, 임성빈        | 부부 | 슬하1남      | 2018년 5월 21일 ~ 2018년 7월 16일  | 46회 ~ 53회   |                 |
| 인교진, 소이현        | 부부 | 슬하 2녀     | 2018년 2월 5일 ~ 2019년 10월 7일   | 31회 ~ 115회  |                 |
| 인교진, 소이현        | 부부 | 슬하 2녀     | 2020년 7월 6일 ~ 2020년 7월 13일   | 153회 ~ 154회 |                 |
| 윤상현, 메이비        | 부부 | 슬하 1남 2녀 | 2019년 3월 11일 ~ 2019년 11월 4일  | 85회 ~ 119회  |                 |
| 윤상현, 메이비        | 부부 | 슬하 1남 2녀 | 2020년 6월 29일 ~ 2020년 7월 6일   | 152회 ~ 153회 |                 |
| 조현재, 박민정        | 부부 | 슬하 1남 1녀 | 2019년 7월 22일 ~ 2019년 11월 25일 | 104회 ~ 122회 |                 |
| 조현재, 박민정        | 부부 | 슬하 1남 1녀 | 2021년 1월 18일 ~ 2021년 1월 25일  | 180회 ~ 181회 |                 |
| 라이머, 안현모        | 부부 | 없음         | 2019년 1월 14일 ~ 2019년 6월 17일  | 78회 ~ 99회   |                 |
| 라이머, 안현모        | 부부 | 없음         | 2021년 1월 11일 ~ 2021년 1월 18일  | 179회 ~ 180회 |                 |
| 김원중, 곽지영        | 부부 | 슬하         | 2019년 8월 19일 ~ 2019년 9월 9일   | 108회 ~ 111회 |                 |
| 최수종, 하희라        | 부부 | 슬하 1남 1녀 | 2018년 1월 29일 ~ 2018년 3월 12일  | 30회 ~ 36회   |                 |
| 최수종, 하희라        | 부부 | 슬하 1남 1녀 | 2019년 10월 21일 ~ 2020년 1월 13일 | 117회 ~ 128회 |                 |
| 이윤지, 정한울        | 부부 | 슬하 2녀     | 2019년 12월 2일 ~ 2020년 3월 30일  | 123회 ~ 139회 |                 |
| 이윤지, 정한울        | 부부 | 슬하 2녀     | 2020년 7월 13일 ~ 2020년 7월 20일  | 154회 ~ 155회 |                 |
| 이윤지, 정한울        | 부부 | 슬하 2녀     | 2021년 2월 8일 ~ 2021년 2월 15일   | 183회 ~ 184회 |                 |
| 이윤지, 정한울        | 부부 | 슬하 2녀     | 2021년 5월 17일                    | 197회         |                 |
| 조충현, 김민정        | 부부 | 슬하 1녀1남  | 2020년 4월 6일 ~ 2020년 4월 13일   | 140회 ~ 141회 |                 |
| 조충현, 김민정        | 부부 | 슬하 1녀1남  | 2021년 2월 22일                    | 185회         |                 |
| 강남, 이상화          | 부부 | 없음         | 2019년 9월 30일 ~ 2020년 4월 27일  | 114회 ~ 143회 |                 |
| 강남, 이상화          | 부부 | 없음         | 2021년 2월 15일 ~ 2021년 2월 22일  | 184회 ~ 185회 |                 |
| 하재숙, 이준행        | 부부 | 없음         | 2020년 4월 20일 ~ 2020년 6월 8일   | 142회 ~ 149회 |                 |
| 하재숙, 이준행        | 부부 | 없음         | 2021년 3월 15일                    | 188회         |                 |
| 하재숙, 이준행        | 부부 | 없음         | 2021년 8월 16일 ~ 2021년 8월 23일  | 208회 ~ 209회 |                 |
| 진태현, 박시은        | 부부 | 슬하 3녀     | 2020년 1월 20일 ~ 2020년 6월 15일  | 129회 ~ 150회 |                 |
| 진태현, 박시은        | 부부 | 슬하 3녀     | 2021년 3월 1일 ~ 2021년 3월 8일    | 186회 ~ 187회 |                 |
| 진태현, 박시은        | 부부 | 슬하 3녀     | 2022년 7월 18일 ~ 2022년 8월 1일   | 254회 ~ 256회 |                 |
| 진태현, 박시은        | 부부 | 슬하 3녀     | 2023년 1월 30일                    | 277회         |                 |
| 진태현, 박시은        | 부부 | 슬하 3녀     | 2025년 3월 24일                    | 382회         |                 |
| 김재우, 조유리        | 부부 | 없음         | 2020년 7월 27일 ~ 2020년 9월 21일  | 156회 ~ 164회 |                 |
| 강경준, 장신영        | 커플 | 없음         | 2017년 9월 18일 ~ 2018년 1월 22일  | 11회 ~ 29회   |                 |
| 강경준, 장신영        | 부부 | 슬하 2남     | 2018년 5월 7일 ~ 2018년 7월 30일   | 48회 ~ 55회   |                 |
| 강경준, 장신영        | 부부 | 슬하 2남     | 2019년 7월 15일                    | 103회         |                 |
| 강경준, 장신영        | 부부 | 슬하 2남     | 2020년 6월 22일 ~ 2020년 6월 29일  | 151회 ~ 152회 |                 |
| 강경준, 장신영        | 부부 | 슬하 2남     | 2020년 8월 24일 ~ 2020년 10월 12일 | 160회 ~ 167회 |                 |
| 정찬성, 박선영        | 부부 | 슬하 1남 2녀 | 2020년 6월 1일 ~ 2020년 12월 14일  | 148회 ~ 175회 |                 |
| 송창의, 오지영        | 부부 | 슬하 1녀     | 2020년 7월 20일 ~ 2021년 4월 19일  | 155회 ~ 193회 |                 |
| 미카엘, 박은희        | 부부 | 없음         | 2021년 3월 1일 ~ 2021년 4월 19일   | 186회 ~ 193회 |                 |
| 박성광, 이솔이        | 부부 | 없음         | 2020년 5월 4일 ~ 2021년 5월 24일   | 144회 ~ 198회 |                 |
| 박성광, 이솔이        | 부부 | 없음         | 2021년 12월 6일                    | 224회         |                 |
| 박성광, 이솔이        | 부부 | 없음         | 2022년 1월 10일                    | 229회         |                 |
| 박성광, 이솔이        | 부부 | 없음         | 2022년 10월 17일                   | 266회         |                 |
| 전진, 류이서          | 부부 | 없음         | 2020년 9월 28일 ~ 2021년 8월 9일   | 165회 ~ 207회 |                 |
| 전진, 류이서          | 부부 | 없음         | 2022년 8월 22일                    | 259회         |                 |
| 오지호, 은보아        | 부부 | 슬하 1남 1녀 | 2020년 11월 2일 ~ 2021년 8월 2일   | 169회 ~ 206회 |                 |
| 정조국, 김성은        | 부부 | 슬하 2남 1녀 | 2021년 4월 26일 ~ 2021년 8월 30일  | 194회 ~ 210회 |                 |
| 정조국, 김성은        | 부부 | 슬하 2남 1녀 | 2022년 1월 3일                     | 228회         |                 |
| 이지훈, 미우라 아야네 | 부부 | 슬하 1녀     | 2021년 7월 12일 ~ 2021년 11월 22일 | 204회 ~ 222회 |                 |
| 김윤지, 최우성        | 부부 | 슬하 1녀     | 2021년 11월 8일 ~ 2022년 3월 21일  | 220회 ~ 238회 |                 |
| 김윤지, 최우성        | 부부 | 슬하 1녀     | 2022년 8월 15일                    | 258회         |                 |
| 안창환, 장희정        | 부부 | 슬하 1남     | 2022년 1월 17일 ~ 2022년 4월 11일  | 230회 ~ 241회 |                 |
| 자이언트핑크, 한동훈  | 부부 | 슬하 1남     | 2022년 2월 21일 ~ 2022년 4월 18일  | 234회 ~ 242회 |                 |
| 자이언트핑크, 한동훈  | 부부 | 슬하 1남     | 2022년 8월 22일 ~ 2022년 9월 12일  | 259회~261회   |                 |
| 자이언트핑크, 한동훈  | 부부 | 슬하 1남     | 2023년 6월 26일                    | 297회         |                 |
| 이규혁, 손담비        | 부부 | 슬하1녀      | 2022년 5월 9일 ~ 2022년 8월 1일    | 245회 ~ 256회 |                 |
| 앤디, 이은주          | 부부 | 없음         | 2022년 6월 20일 ~ 2022년 10월 3일  | 250회 ~ 264회 |                 |
| 김진수, 김정아        | 부부 | 슬하 1녀     | 2023년 1월 16일, 2024년 3월18일    | 275회, 333회  |                 |
| 임창정, 서하얀        | 부부 | 슬하 5남     | 2022년 3월 28일 ~ 2023년 1월 23일  | 239회~276회   |                 |
| 아유미, 권기범        | 부부 | 슬하1녀      | 2022년 11월 14일 ~ 2023년 2월 6일  | 269회 ~ 278회 |                 |
| 염경환                | 부부 | 슬하 2남     | 2023년 2월 27일                    | 281회         | 특별 VCR 출연진 |
| 왕지원, 박종석        | 부부 | 없음         | 2023년 3월 13일 ~ 2023년 5월 15일  | 283회 ~ 291회 |                 |
| 이다해, 세븐          | 부부 | 없음         | 2023년 5월 22일 ~ 2023년 5월 29일  | 292회 ~ 293회 |                 |
| 김정화, 유은성        | 부부 | 슬하 2남     | 2023년 4월 10일 ~ 2023년 6월 12일  | 286회 ~ 295회 |                 |
| 최병모, 이규인        | 부부 | 없음         | 2023년 6월 5일 ~ 2023년 6월 12일   | 294회 ~ 295회 |                 |
| 최병모, 이규인        | 부부 | 없음         | 2023년 8월 7일                     | 303회         |                 |
| 최병모, 이규인        | 부부 | 없음         | 2023년 10월 23일                   | 313회         |                 |
| 정이랑 & 김형근       | 부부 | 슬하 1남 1녀 | 2023년 8월 14일 ~ 2023년 10월 23일 | 304회 ~ 313회 |                 |
| 박미선 & 이봉원       | 부부 | 슬하 1남 1녀 | 2023년 6월 19일                    | 296회         | 특별 VCR 출연진 |
| 손지창 & 오연수       | 부부 | 슬하 2남     | 2023년 7월 3일 ~ 2023년 7월 10일   | 298회 ~ 299회 |                 |
| 손지창 & 오연수       | 부부 | 슬하 2남     | 2023년 8월 21일 ~ 2023년 8월 28일  | 305회 ~ 306회 |                 |
| 김혜선 & 스테판       | 부부 | 없음         | 2023년 10월 16일                   | 312회         | 특별 VCR 출연진 |
| 김혜선 & 스테판       | 부부 | 없음         | 2024년 1월 29일                    | 327회         |                 |

## 수상 경력
- 2017년 SBS 연예대상
  - 예능 방송 작가상 : 노윤
  - 올해의 핫스타상 : 우효광, 추자현
  - 쇼.토크 부문 최우수상 : 서장훈

- 2018년 SBS 연예대상
  - 베스트 MC상 : 김숙
  - 베스트 패밀리상 : 인교진, 소이현
  - 쇼·토크 부문 우수상 : 소이현

- 2019년 SBS 연예대상
  - 예능 방송 작가상 : 김미경
  - 패밀리상 : 이윤지
  - SNS 스타상 : 강남, 이상화
  - 리얼리티쇼 부문 우수 프로그램상
  - 리얼리티쇼 부문 우수상 : 윤상현

- 2020년 SBS 연예대상
  - 명예사원상 : 서장훈
  - 베스트 팀워크상 : 오지호♥은보아, 송창의♥오지영, 전진♥류이서, 박성광♥이솔이

- 2021년 SBS 연예대상
  - 리얼리티 부문 여자 신인상 : 이현이
  - 베스트 패밀리상 : 이지훈♥미우라 아야네, 홍성기♥이현이, 최우성♥김윤지
  - 올해의 예능인상 : 김구라, 서장훈
  - 리얼리티 부문 여자 우수상 : 이지혜

- 2022년 SBS 연예대상
  - 2022 SBS의 딸 상 : 이현이
  - 토크·리얼리티 부문 소셜 스타상 : 임창정♥서하얀
  - 올해의 팀워크상
  - 쇼·스포츠 부문 최우수상 : 이현이

- 2023년 SBS 연예대상
  - SBS의 딸 상 : 이현이
  - 베스트 커플상 : 이장원♥배다해
  - 남자 우수상 : 오상진
  - 선한 영향력 프로그램상
  - 여자 최우수상 : 이지혜

- 2024년 SBS 연예대상
  - SBS 딸상 : 이현이
  - 베스트 커플상 : 김민재❤️최유라
  - 굿패밀리상
  - 우수상 : 조우종

## 결방 및 편성 변경 안내
2018년
- 2월 12일 : 《평창 동계 올림픽》 중계방송으로 인한 방송시간 변경. (1부 밤 10시 45분과 2부 밤 11시 25분)
- 6월 4일 : 지방선거 방송토론 인천시장 후보 방송으로 인한 결방.
- 10월 22일 : SBS 스포츠 2018년 KBO 리그 준플레이오프 3차전 《한화 이글스 VS 넥센 히어로즈》 중계방송으로 인한 방송시간 변경. (밤 11시 20분)
- 12월 31일 : 《2018 SBS 연기대상》 시상식 중계방송으로 인한 결방.

2019년
- 2월 4일 : 출연진 최민수 보복운전 논란과 설날 특선 영화 《리틀 포레스트》 편성으로 인한 결방.
- 7월 1일 ~ 7월 15일 : 100회 특집으로 101회, 102회, 103회 확대 편성. (밤 10시)
- 10월 14일 ~ 10월 21일 : 2주간 특별 편성. (밤 10시)
- 12월 30일 : 낭만닥터 스페셜 낭만, 닥터 그리고 김사부 편성으로 인한 결방.

2020년
- 6월 22일 ~ 7월 20일 : 3주년 특집으로 인한 5주간 방송된다. (밤 10시 20분)
- 10월 26일 :  SBS 월화드라마 《펜트하우스》 1회, 2회 1, 2, 3부 편성으로 인한 결방.

2021년
- 1월 11일 ~ 3월 15일 : SBS 월화드라마 잠정 휴방으로 인한 편성 변경. (밤 10시)
- 5월 31일 : SBS 월화드라마 《라켓소년단》 1회 1, 2, 3부 편성으로 인한 결방.
- 7월 26일 : SBS 월화드라마 《라켓소년단》 15회 편성으로 인한 결방.
- 11월 1일 : SBS 스포츠 2021년 KBO 리그 와일드카드 결정전 1차전 《키움 히어로즈 VS 두산 베어스》 중계방송으로 인한 방송시간 변경.

2022년
- 2월 14일 : 《2022 베이징 동계 올림픽》 중계방송으로 인한 결방.
- 5월 23일 : 제8회 전국동시지방선거 경기도지사 후보 초청 토론회 편성으로 인한 결방.
- 9월 5일 : 태풍 힌남노 북상 관련 뉴스특보 편성으로 인한 결방.
- 10월 31일 : 이태원 압사 사고 참사 여파로 인한 결방.
- 11월 21일 ~ 12월 5일 : 《2022 카타르 월드컵》 중계방송으로 인한 결방.

2023년
- 3월 20일 : 포맷 재정비로 인한 《골 때리는 그녀들》 스페셜 편성으로 인한 결방.
- 9월 25일 : 《2022 항저우 아시안 게임》 중계방송으로 인한 지연 방송. (밤 11시 10분)
- 10월 2일 : 《2022 항저우 아시안 게임》 중계방송으로 인한 결방.
- 10월 23일 : SBS 스포츠 2023년 KBO 리그 준플레이오프 2차전 《NC 다이노스 VS SSG 랜더스》 중계방송으로 인하여 밤 10시 40분에 지연 방송.
- 12월 25일 : 《2023년 SBS 가요대전》 편성으로 인하여 밤 10시에 방송.

2024년
- 2월 12일 : 설날특선영화 《범죄도시3》 편성으로 인한 결방.
- 7월 29일 ~ 8월 5일 : 2024년 파리 하계 올림픽 중계방송으로 인한 결방.
- 9월 16일 : 추석특집 물려줄 결심 편성으로 인한 결방.
- 12월 30일 : 무안공항 제주 항공 추락 사고 여파로 10시 10분으로 변경.

2025년
- 5월 19일 : 제21대 2025 대통령 선거 초청 외 후보자 토론회 방송으로 인한 결방.

## 네트워크 방송사
| TV.DMB 방송 권역 | TV.DMB 방송사               |
| ---------------- | --------------------------- |
| 서울/경기/인천   | SBS/SBS U (프로그램 제작국) |
| 부산/경남권      | KNN/KNN-UBC U               |
| 울산권           | ubc/부산 릴레이 송출        |
| 대구/경북권      | TBC/TBC U                   |
| 대전/세종/충남권 | TJB/TJB U                   |
| 충북권           | CJB/대전 릴레이 송출        |
| 전북권           | JTV/광주 릴레이 송출        |
| 광주/전남권      | kbc/kbc-JTV U               |
| 강원권           | G1방송/HI G1                |
| 제주권           | JIBS/JIBS DMB               |

## 같이 보기
- 살림하는 남자들, 갓파더 - 新가족관계증명서(KBS 2TV)
- 생방송 뭐든지 해결단(EBS 1TV)
- 놀면 뭐하니?(MBC TV)
- 동상이몽, 괜찮아 괜찮아(SBS TV)
- 두시만세(MBC 표준FM)